# Villa Malaparte
Villa Malaparte è un'abitazione privata situata nell'isola di Capri su un irto e stretto promontorio roccioso, che sembra sorgere dal mare. È stata progettata dallo scrittore Curzio Malaparte. 

È considerata uno dei capolavori dell'architettura moderna, rappresentando un meraviglioso esempio di integrazione tra modernità razionalista e ambiente naturale.

## Descrizione
L'amore di Curzio Malaparte per l'isola di Capri risale al 1936 quando, recatosi a far visita all'amico Axel Munthe, ne rimase entusiasta.

Dopo l'acquisto del terreno su Punta Massullo per dodicimila lire, l'amicizia con Galeazzo Ciano, allora Ministro degli affari esteri ed appassionato frequentatore di Capri insieme alla moglie Edda, gli consentì di ottenere la licenza edilizia; la costruzione del complesso, affidata al capomastro Adolfo Amitrano, durò complessivamente due anni, protraendosi dal 1938 al 1940.
La villa venne realizzata secondo le indicazioni dello scrittore che voleva si realizzasse una casa dal carattere forte e solitario, proprio come lui si vedeva rappresentato e per questo l'aveva battezzata «Casa come me», è costituita da un grande salone sulle cui pareti si aprono quattro grandi finestre, costruite in modo da offrire in ognuno un panorama diverso. Vi sono poi lo studio, la stanza da letto, un piccolo appartamento per gli ospiti, chiamato l'ospizio e la favorita, la camera da letto della compagna del momento. 

Mentre ricorda per la sua semplice struttura le abitazioni locali, possiede note chiaramente razionaliste come il tetto a terrazza con un paravento curvilineo, certi segni della scuola di Le Corbusier. La sua forma di parallelepipedo rotto dalla gradonata, che ampliandosi sale alla terrazza solare della copertura, ha una semplice armonia, che diviene parte delle strutture naturali della roccia e crea un eccezionale ambiente costruito.
Secondo recenti acquisizioni di documenti e lettere il progetto della villa è in realtà interamente attribuibile allo stesso Malaparte; Libera aveva presentato prima della rottura con Malaparte un progetto diverso e mai realizzato. Tutto ciò emerge da lettere dell'architetto viareggino Uberto Bonetti, che si occupò della realizzazione del progetto e che scrive appunto che «la realizzazione materiale dell'edificio è stata effettuata su disegni propri ma dietro Vostro indirizzo estetico e costruttivo: piante, sezioni ecc.» Questo spiegherebbe anche la modestia della parcella presentata da Bonetti, riferita al puro lavoro tecnico-esecutivo.

## L'eredità

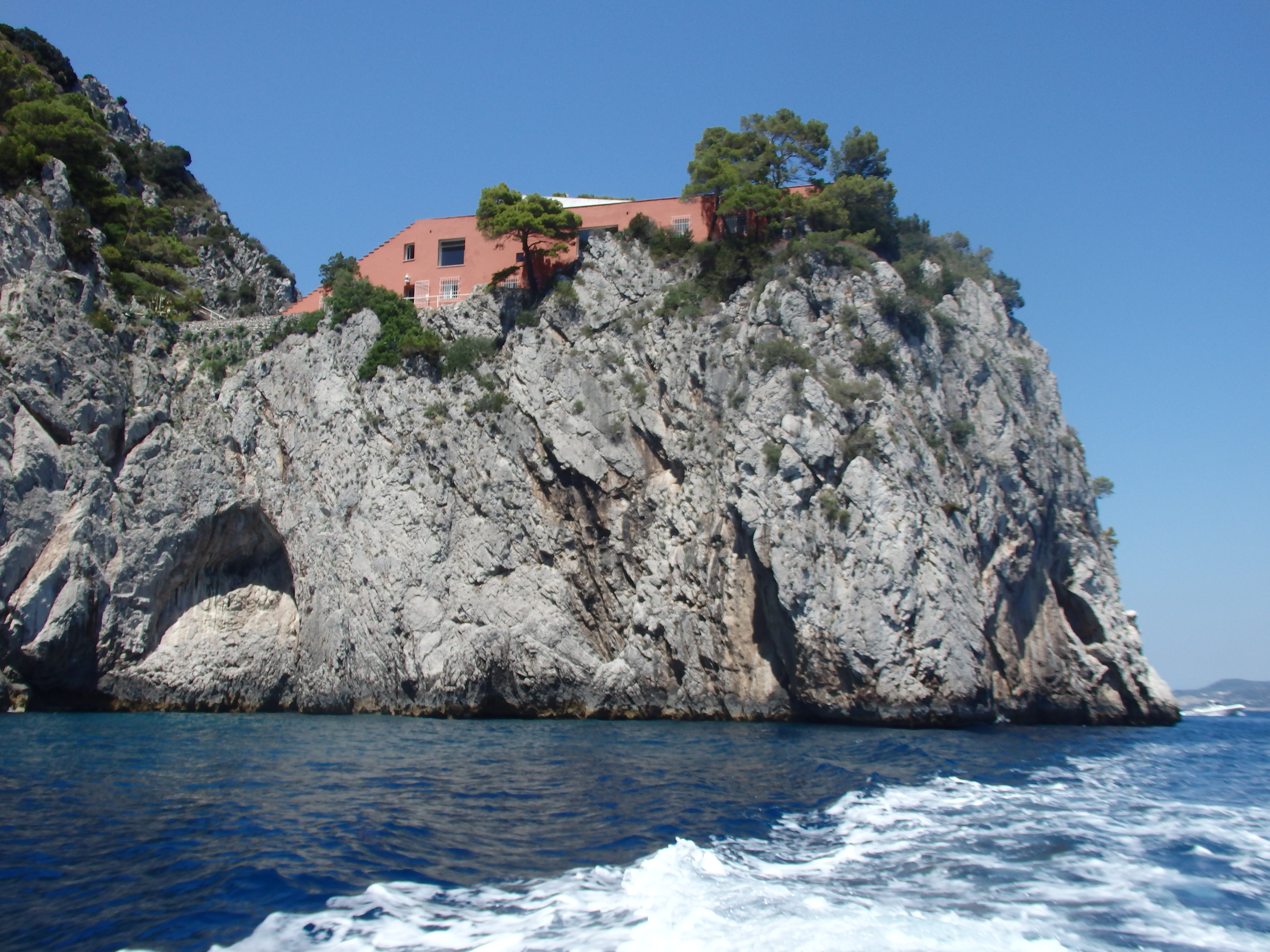
Villa Malaparte

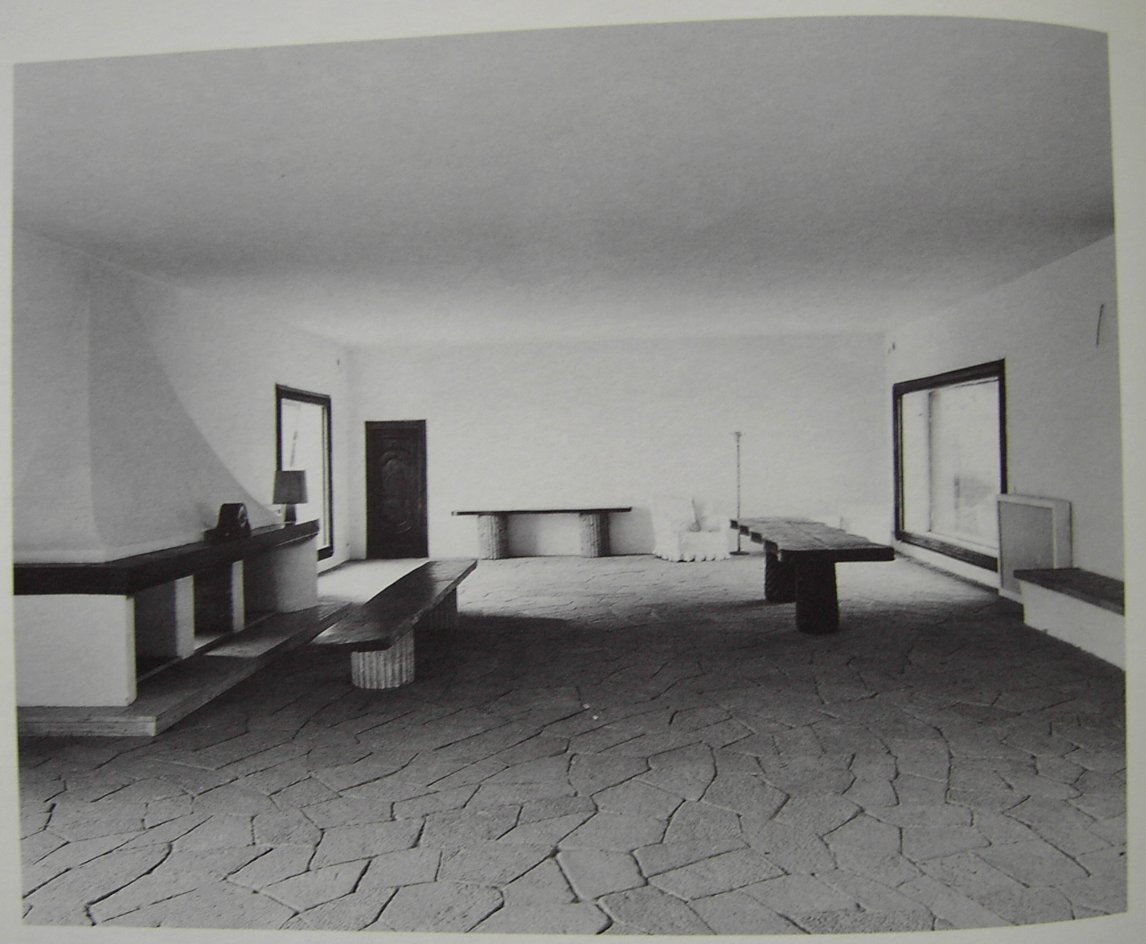
Villa Malaparte, interno

Nel proprio testamento Curzio Malaparte scrisse:
Gli eredi hanno impugnato il testamento. Ne è nata una battaglia giudiziaria al termine della quale la proprietà è stata attribuita agli eredi i quali hanno in seguito assegnato la proprietà alla Fondazione Ronchi, veste giuridica degli eredi Malaparte e poi acquisita dagli eredi direttamente; Casa Malaparte è oggi una casa privata.
La villa non è aperta al pubblico. Essa, infatti, risulta di proprietà degli eredi dello scrittore.

## Nei film
La casa appare in molti film, quali Il disprezzo o La pelle.